# Wolfbiker
Wolfbiker è il quarto album del gruppo melodic hardcore/metalcore Evergreen Terrace. Questo è il primo album della band pubblicato con la Metal Blade Records.

## Tracce
1. Bad Energy Troll – 2:36
2. High Tide or No Tide – 3:07
3. Wolfbiker – 2:42
4. Chaney Can't Quite Riff Like Helmet's Page Hamilton – 4:40
5. Where There Is Fire We Will Carry Gasoline – 3:26
6. Rip This! – 2:42
7. Starter – 3:39
8. To the First Baptist Church of Jacksonville – 4:59
9. Rolling Thunder Mental Illness – 1:28
10. The Damned – 5:34

## Riferimenti culturali
- Il titolo Bad Energy Troll è una citazione del film Cocco di nonna.
- Chaney Can't Quite Riff Like Helmet's Page Hamilton cita nel titolo la band alternative metal Helmet ed il suo frontman Page Hamilton.
- Where There Is Fire We Will Carry Gasoline è una citazione del film d'animazione Waking Life.
- Starter nel testo cita la tragedia di William Shakespeare Romeo e Giulietta.

## Formazione
- Andrew Carey - voce
- Josh James - chitarra e seconda voce in scream
- Craig Chaney - chitarra e voce pulita
- Jason Southwell - basso
- Kyle "Butters" Mims - batteria